# Pietro 3. Candiano
Pietro 3. Candiano (døde 959/960) var den 21. Doge i Venedig. Han regerede fra 942 til 959.

## Familie
Pietro tilhørte den mægtige Candiano-familie, som havde efterfulgt rækken af doger fra Partecipazio-familien, og i lighed med disse arbejdede målrettet på at gøre dogeposten arvelig. Mellem 864 og 981 sad fem fra Candiano-familien på dogeposten.
Pietro var søn af den 19. doge Pietro 2. Candiano og barnebarn af den 16. doge Pietro 1. Candiano. Som sin far blev han kaldt Petrone, den "Store Pietro". Han havde fire eller fem sønner, hvor af den ældste, Pietro, først blev med-doge og fra 959 blev hans efterfølger. Hans søn Domenico var biskop i Torcello, en anden søn, Stefano, skal have tjent sig en formue ved slavehandel.

## Dogeposten
Pietro 3. blev valgt til doge af folkeforsamlingen. I 944 indledte han som støtte for Patriarkatet i Grado en vellykket blokade mod dennes konkurrenter, Patriarkatet i Aquileia.
Han organiserede to felttog mod piraterne, som havde slået sig ned på øen Pagania i den østlige del af Adriaterhavet. I 951 fik han i lighed med sine forgængere en række handelsprivilegier fra kong Berengar 2., som endda blev yderligere udvidet.
Pietros søn intrigerede mod faderen og arbejdede målrettet på at sikre sig eneherredømmet i Venedig. Først blev han med støtte fra folkeforsamlingen udnævnt til med-doge. Derpå samlede han med støtte fra Guido af Ravenna og Berengar en slagkraftig styrke omkring sig og tvang dogen til at træde tilbage.
Pietros præcise dødsdato og hvor han er begravet kendes ikke.